# Bal Thackeray
Bal Keshav Thackeray (Pune, Raj britànic, 23 de gener de 1926 - Bombai, Índia, 17 de novembre de 2012) va ser un periodista, activista i polític hinduista indi. El 1966 va ser el fundador i líder del Shiv Sena, un partit polític conservador i nacionalista hindú amb presència en l'estat de Maharashtra.

## Biografia
Thackeray va néixer en una família de classe alta i tradició política: el seu pare Keshav Sitaram va ser periodista i un dels líders del moviment reformista Samyukta Maharashtra, que advocava per una comunitat lingüística independent pels marathes en el ja extint estat de Bombai (1947-1960). Bal va començar treballant com a humorista gràfic en diversos diaris i el 1960 va engegar la revista Marmik, a través de la qual reclamava que els marathies tinguessin tracte preferent a Bombai sobre la població immigrant (en la seva majoria, indis del sud).
El 19 de juny de 1966 va fundar el partit nacionalista Shiv Sena que defensava el tracte preferent dels marathes (als quals nomenava «fills de la terra») amb un discurs conservador, contrari a la immigració i anticomunista. Aquesta opció política es va fer molt popular entre els marathes gràcies a la seva oratòria i a mesures populistes, com la creació de comunitats (shakhas) que garantien treball i protecció a canvi de recolzar al partit.Thackeray es va consolidar així com líder de masses i era defensat pels seus seguidors a través de boicots, atacs, vagues i manifestacions contra les empreses i sindicats que, al seu judici, perjudicaven a la comunitat local.Al mateix temps, va fundar els diaris Saamana (marathi) i Dopahar ka saamana (hindi) per difondre el seu ideari.
En els anys 1980 aquest discurs va evolucionar cap al nacionalisme hindú (hindutva) i la defensa a ultrança de la religió i identitat hindús, especialment als espais públics. En aquest temps els seus seguidors van protagonitzar actes violents com els disturbis de Bhiwandi contra la població musulmana (1984) o la destrucció de la mesquita Babri Masjid (1992) que va comportar una sèrie d'atemptats terroristes islàmics sobre Bombai el 1993.Arran d'aquests atacs el suport al Shiv Sena es va incrementar.
Gràcies a una aliança amb el Partit Popular Indi, el Shiv Sena va poder governar Maharastra des de 1995 fins a 1999. La primera mesura que van adoptar va ser canviar el nom oficial de Bombai per «Mumbai». Per llavors Thackeray ja era una de les figures més influents de l'estat i qualsevol acció havia de comptar amb la seva aprovació.
En 1999 va ser inhabilitat per la seva implicació en diversos casos de corrupció política. Un any després se'l va arrestar sota l'acusació d'incitar a l'odi contra la comunitat musulmana el 1993, encara que en aquest cas no va poder ser condemnat perquè el tribunal va fallar que els delictes havien prescrit. Els processos judicials, sumats a la cada vegada major diversitat ètnica de Bombai, van reduir la seva popularitat.
Encara que la seva salut s'havia deteriorat, Bal Thackeray va mantenir el lideratge del Shiv Sena fins a la mort, el 17 de novembre de 2012, per aturada cardiorespiratòria als 86 anys. El primer ministre indi Manmohan Singh va expressar les seves condolences i va acordar un funeral d'estat en Shivaji Park al que va assistir prop d'un milió de persones segons la premsa nacional.

## Vida personal
Bal Thackeray va estar casat amb Meenatai Thackeray i va tenir tres fills: Bindumadhav, Jaidev i Uddhav Thackeray, aquest últim líder del Shiv Sena des de 2012. El seu nebot Raj Thackeray va fundar un partit d'extrema dreta, el Maharashtra Navnirman Sena.
El mandatari va ser satirizat per Salman Rushdie en la seva novel·la El sospir del Moro (1995) com «Raman Fielding». L'escriptor Suketu Mehta li va fer una entrevista en el llibre Maximum City: Bombai Lost and Found (2004), un extens retrat sobre el creixement de Bombai que va guanyar el Premi Kiriyama i va ser finalista del Premis Pulitzer el 2004.